# コピンクス!
『コピンクス！』は、静岡朝日テレビで放送されている情報番組である。静岡朝日テレビの番組宣伝を始め、県内企業の新商品紹介やキャンペーン、映画や演劇など紹介しているミニ番組。
番組のキャラクターボイスに起用されたアイドルの候補生が次々とデビューを叶えたことから、「次世代アイドルエースの登竜門」と呼ばれている。
2010年11月に放送開始された『ピンクス』の関連番組として、2011年4月から放送開始。
2016年4月からタイトルを『コピンクスCOSMOS』に変更。
2018年4月からは『コピンクス2020 港と僕とトリロジー』に変更。番組中に静岡を舞台にしたオーディオドラマを展開している。

## 放送時間
- 火曜 23:10 - 23:15（2015年4月から6月までは月曜日の同時間帯に放送、2018年10月2日から2019年9月24日までは23:15 - 23:20に放送）
- 日曜 2:05 - 2:10（2019年3月31日まで土曜深夜。2012年9月までは1:25 - 1:30、2016年12月までは1:40 - 1:45、2017年1月から9月までは2:00 - 2:05に放送）

※特番により放送時間繰り下げ、又は休止の場合あり。

## 番組キャラクター
番組内の進行およびエンディングの一言コメントを行う。

### コピンクス！
コピンク
- 宮本佳林（初代：2011年4月12日 - 2013年4月2日）
- 浅川梨奈（2代目：2013年12月23日 - 2014年12月23日）
- 廣川奈々聖（3代目：2015年1月 - 2016年4月2日）

クインセ
- 荻野可鈴

フィエスタ
- 久保田紗友

コノワール
- 吉田凜音

犬のゴロー（ほんとはウサギ）
- さわやか五郎

### コピンクスCOSMOS
サオリ
- 小野田紗栞（2016年4月 - 2018年3月）

ユメリ
- 阿部夢梨（2016年4月 - 2018年3月）

コノワール
- 吉田凜音

ゴロリ
- さわやか五郎

### コピンクス2020
本山 葵
- 栗田桃花（2018年4月 - ）

ナレーション担当
- 花川芽衣（2018年4月 - ）

## レポーター
- 荻野可鈴[11]
- 高山都[12]
- 金城成美[13]
- 緒方もも[14]
- 内村莉彩[15]
- 荒川沙奈[16]
- 石川桃子[17][18]
- 北島真由[19]
- 井柳華乃[20]
- お侍ちゃん[21]

## オープニング
2011年4月から2018年3月まで展開された『コピンクス!』『コピンクスCOSMOS』ではオリジナルの楽曲が制作され、キャラクターボイス担当が歌唱。火曜版のオープニングとして放映された。
一部の楽曲は音源化され 、イベントやコンサートにて披露されている。
土曜版および『コピンクス2020』ではタイトルコールのみ。
「カリーナノッテ」
1stシーズンオープニング（2011年4月 - 2011年9月）
2ndシーズンオープニング（2011年10月 - 2012年3月）
作詞：児玉雨子、作曲：依田伸隆。
当時ハロプロエッグ（2011年末よりハロプロ研修生）所属の宮本佳林による歌唱。
「最高視感度」
3rdシーズンオープニング（2012年4月 - 2012年9月）
宮本佳林による歌唱。
「リバース」
4thシーズンオープニング（2012年10月 - 2013年3月）
宮本佳林による歌唱。
放送期間中に研修生ユニット選抜が発表され、Juice=Juiceとしてデビュー。
「マルチ・キューブ」
5thシーズンオープニング（2013年4月 - 2013年9月）
「ティアラの条件」
6thシーズンオープニング（2013年10月 - 2014年3月）
当時iDOL Street ストリート生だった浅川梨奈による歌唱。
放送期間中にSUPER☆GiRLS加入発表。
「スーパースター」
7thシーズンオープニング（2014年4月 - 2014年9月）
浅川梨奈による歌唱。
「QUETE POP」
8thシーズンオープニング（2014年10月 - 2015年3月）
当時iDOL Streetストリート生だった廣川奈々聖による歌唱。
放送期間中にiDOL Street第4弾ユニットわーすたに選抜される。
「憂鬱なファルセット」
9thシーズンオープニング（2015年4月 - 2015年9月）
廣川奈々聖による歌唱。
「サヨナラチュー」
10thシーズンオープニング（2015年10月 - 2016年3月）
小野田紗栞（当時ハロプロ研修生）による歌唱。
「カリーナノッテ」
『コピンクスCOSMOS』オープニング（2016年4月 - ）
番組のタイトルが変更される。
メインのキャラクター担当は小野田紗栞（当時ハロプロ研修生）、阿部夢梨（当時iDOL Street ストリート生）に変更。
担当期間中の2016年6月15日、阿部がSUPER☆GiRLS3期メンバーへの加入発表。
また2016年8月13日、小野田のつばきファクトリー加入が発表された。

## 関連番組
- ピンクス - 同じ出演者による情報番組。不定期放送。

## インターネット配信
2015年11月から動画配信サイト「ピンクスCHANNEL」を展開した。YouTubeチャンネルでは引き続き番組関連の配信を継続している。